# Nadzwyczajne złagodzenie kary
Nadzwyczajne złagodzenie kary – instytucja prawa karnego materialnego. Jest to uelastycznienie granic ustawowego wymiaru kary, zgodnie z art. 60 § 6 KK polega to na wymierzeniu kary poniżej dolnej granicy ustawowego zagrożenia przewidzianego w sankcji za dane przestępstwo albo kary łagodniejszej rodzajowo.

## Zasady wymierzania
Sąd wymierza je według następujących zasad:
- jeżeli czyn stanowi inną zbrodnię sąd wymierza karę pozbawienia wolności nie niższą od jednej trzeciej dolnej granicy ustawowego zagrożenia (w przypadku przestępstwa rozboju kwalifikowanego, który jest zagrożony karą pozbawienia wolności co najmniej 3 lat, to po nadzwyczajnym złagodzeniu kary będzie wynosić co najmniej rok pozbawienia wolności);
- jeżeli czyn stanowi występek, przy czym dolną granicą ustawowego zagrożenia jest kara pozbawienia wolności nie niższa od roku, sąd wymierza grzywnę, karę ograniczenia wolności albo pozbawienia wolności (w przypadku przestępstwa polegającego na dokonaniu czynności seksualnej z osobą małoletnią poniżej 15. roku życia z art. 200 KK – które jest zaliczone do kategorii wyżej wskazanego występku – dolna granica ustawowego zagrożenia wynosi 2 lata pozbawienia wolności, zaś po nadzwyczajnym złagodzeniu kary sąd będzie mógł wymierzyć karę od 1 miesiąca do 1 roku i 11 miesięcy pozbawienia wolności bądź też sąd będzie mógł orzec karę łagodniejszego rodzaju w postaci grzywny lub kary ograniczenia wolności);
- jeżeli czyn stanowi występek, przy czym dolną granicą ustawowego zagrożenia jest kara pozbawienia wolności niższa od roku, sąd wymierza grzywnę albo karę ograniczenia wolności (w przypadku przestępstwa przygotowania do fałszowania pieniędzy z art. 310 § 4 KK – które jest zaliczone do kategorii wyżej wskazanego występku – dolna granica ustawowego zagrożenia jest niższa od roku pozbawienia wolności, zaś po nadzwyczajnym złagodzeniu kary, sąd będzie mógł orzec jedynie karę łagodniejszego rodzaju w postaci grzywny lub kary ograniczenia wolności);
- jeżeli czyn zagrożony jest alternatywnie karami: grzywny, ograniczenia wolności i pozbawienia wolności, nadzwyczajne złagodzenie kary polega na odstąpieniu od wymierzenia kary i orzeczeniu środka karnego wymienionego w art. 39 pkt. 2-8: zakaz zajmowania określonego stanowiska, wykonywania określonego zawodu lub prowadzenia określonej działalności gospodarczej, zakaz prowadzenia działalności związanej z wychowaniem, leczeniem, edukacją małoletnich lub opieką nad nimi, obowiązek powstrzymywania się od przebywania w określonych środowiskach lub miejscach, zakaz kontaktowania się z określonymi osobami lub zakaz opuszczania konkretnego miejsca pobytu bez zgody sądu, zakaz wstępu na imprezę masową, zakaz wstępu do ośrodka gier i uczestnictwa w grach hazardowych, zakaz prowadzenia pojazdów, przepadek, obowiązek naprawienia szkody lub zadośćuczynienie za doznaną krzywdę, nawiązka, świadczenie pieniężne, podanie wyroku do publicznej wiadomości. Odstępując od wymierzenia kary sąd nie może odstąpić od wymierzenia środka karnego.

Dzięki tej instytucji sądy mają możliwość indywidualizacji kary, a także dokładniejsze dostosowanie sankcji karnej do zasad i dyrektyw wymiaru kary.

## Podstawy nadzwyczajnego złagodzenia kary
Kodeks karny z 1997 r. nie zawiera wyczerpującego katalogu podstaw do fakultatywnego zastosowania tej instytucji.

### Fakultatywne
Sąd może nadzwyczajnie złagodzić karę:
- wobec nieletniego sprawcy przestępstwa, który odpowiada na podstawie przepisów kodeksu karnego
- wobec sprawcy, który jedynie usiłował w sposób nieudolny dokonać przestępstwa
- wobec sprawcy, który wyraził czynny żal bezskuteczny
- wobec pomocnika do popełnienia czynu zabronionego
- wobec współdziałającego, którego nie dotyczy okoliczność osobista stanowiąca znamię czynu zabronionego
- wobec pomocnika lub podżegacza do czynu, którego nawet nie usiłowano dokonać
- wobec pomocnika lub podżegacza, którzy dobrowolnie lecz bezskutecznie usiłowali zapobiec dokonaniu czynu zabronionego
- wobec sprawcy, który przekroczył granice obrony koniecznej
- wobec sprawcy, który przekroczył granice stanu wyższej konieczności
- wobec sprawcy, który pozostaje w nieusprawiedliwionym błędzie co do kontratypu
- wobec sprawcy, który pozostaje w nieusprawiedliwionym błędzie co do bezprawności własnego czynu
- wobec sprawcy, działającego w warunkach ograniczonej poczytalności
- wobec sprawcy młodocianego, jeżeli przemawiają za tym względy wychowawcze
- wobec sprawcy, który pojednał się z pokrzywdzonym, szkoda została naprawiona albo obaj uzgodnili sposób jej naprawienia
- jeżeli przemawia za tym postawa sprawcy, zwłaszcza gdy czynił on starania o naprawienie szkody lub jej zapobieżenie
- jeżeli sprawca przestępstwa nieumyślnego lub jego najbliższy poniósł poważny uszczerbek w związku z popełnionym przestępstwem
- wobec sprawcy przestępstwa, który niezależnie od wyjaśnień w swojej sprawie, ujawnił przed organami ścigania i przedstawił istotne okoliczności, nieznane dotychczas temu organowi, przestępstwa zagrożonego karą powyżej 5 lat pozbawienia wolności,
- jeżeli zachodzi inny szczególnie uzasadniony wypadek, kiedy nawet najniższa kara przewidziana za dane przestępstwo byłaby niewspółmiernie surowa.

### Obligatoryjne
Sąd musi wymierzyć karę nadzwyczajnie złagodzoną (wyjątkiem jest zbieganie się przepisów o złagodzeniu i obostrzeniu wymiaru kary, wówczas jedno i drugie jest fakultatywne):
- wobec nieletniego sprawcy czynu karalnego, który odpowiada na podstawie ustawy o postępowaniu w sprawach nieletnich, w chwili orzekania ukończył 18 lat, zaś stosowanie wobec niego środka poprawczego nie byłoby już celowe
- wobec nieletniego sprawcy czynu karalnego, który odpowiada na podstawie ustawy o postępowaniu w sprawach nieletnich, ukończył 18 lat przed rozpoczęciem wykonywania środka poprawczego, którego jego stosowanie nie byłoby już celowe
- wobec sprawcy współdziałającego z innymi osobami w popełnieniu przestępstwa, jeżeli ujawni on wobec organu powołanego do ścigania przestępstw informacje dotyczące osób uczestniczących w popełnieniu przestępstwa oraz istotne okoliczności jego popełnienia (niezależnie od stanu wiedzy organu o tym przestępstwie).